# Gonikuppa, Mulbagal
Gonikuppa là một làng thuộc tehsil Mulbagal, huyện Kolar, bang Karnataka, Ấn Độ.